# Dzerzsinszk (Oroszország)

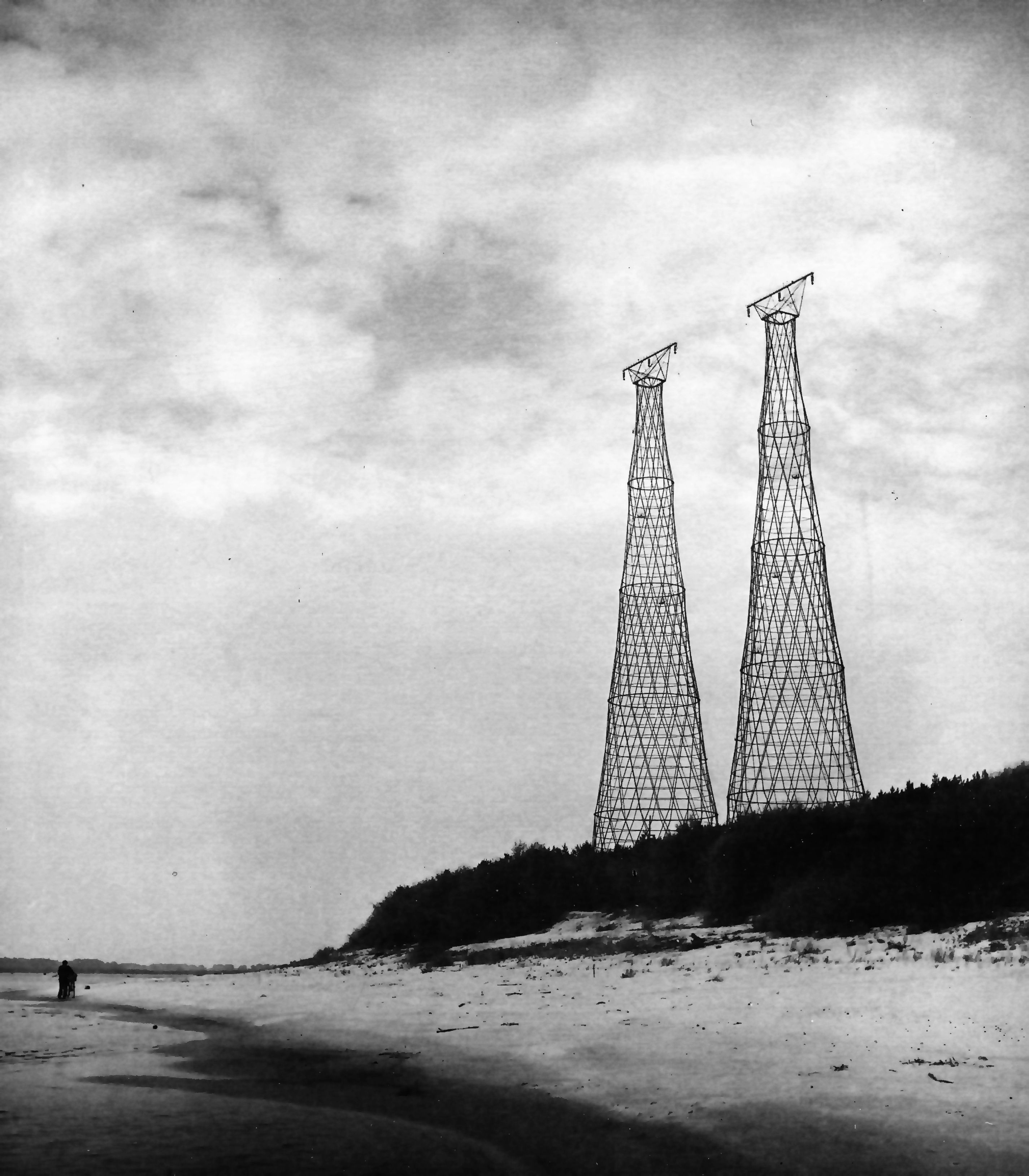
A Suhov-torony (Dzerzsinszk)

Dzerzsinszk (oroszul Дзержинск, IPA: [dʲzʲɪˈrʐɨnsk]), város Oroszország Nyizsnyij Novgorod-i területén, az Oka partján, 400 km-re Moszkvától. Nyizsnyij Novgorod területi székhelytől 34 km-re terül el.
Lakossága 240 742 fő (2010), 261 334 fő (2002), 285 071 fő (1989) volt. A népesség szerint a hetvenhetedik volt az oroszországi városok listáján.

## Történelme
A települést írásban először 1606-ban említették Rasztyapino (Растяпино) néven. 1929-ben Feliksz Dzerzsinszkij bolsevik vezetőről nevezték el, aki a szovjet Cseka első vezetője volt.

## Gazdasága
A modern Dzerzsinszk az oroszországi vegyianyaggyártás egyik nagy központja. A múltban a városban vegyi fegyvereket is gyártottak. 2008-ban Dzerzsinszknek harmincnyolc iparvállalata volt, amelyek részben 
külföldre termeltek; körülbelül ezer vegyipari terméket gyártottak. Néhány gyár a sok közül: a Szverdlov gyár, a Korund (1915-ben nyitotta meg kapuit), az Aviabor. A Szintez cég többek között acetont, izopropanolt, metil-amint, fenolt állít elő.
A városi Krisztall nevű tudományos-kutató intézet trotilt gyártó üzemében 2019. június 1-jén néhány robbanás történt, és tűz ütött ki. A hírekben 27, illetve 38 sérültről írtak. Egy forrás szerint az üzemben légibombákat és azokhoz komponenseket gyártottak.

## Híres emberek
- Itt született Izolda Vasziljevna Izvickaja (1932–1971) orosz szovjet színésznő
- Itt született Eduard Venyiaminovics Limonov (1943–) író, költő, politikus
- Itt született Oleg Vlagyimirovics Gyeripaszka (1968–) belarusz származású orosz üzletember